# Листогиб

Листогиб

Листогиб или листогибочный пресс — устройство для холодной гибки листового металла.

## Виды
Листогибы бывают стационарные и передвижные. Кроме того, листогибы в зависимости от способа гибки делятся на:
- прессовые с пуансоном и матрицей,
- поворотные с гибочной балкой
- ротационные с двумя, тремя и четырьмя валками.

Приводы листогибов бывают:
- Гидравлические работающие с помощью гидропривода. Бывают как стационарные так и передвижные.
- Пневматические работающие с помощью пневмоцилиндров. Бывают как стационарные так и передвижные. В основном типа «поворотной балки».
- Электромеханические — стационарные листогибы работающие за счёт электродвигателя, редуктора и приводной системы (ремни, цепи и т. п.).
- Механические — стационарные листогибы работающие за счёт передачи кинетической энергии предварительно раскрученного маховика.
- Ручные работающие за счёт мускульной силы, так же, в основном, типа «поворотной балки». Рабочий используя силу собственных мышц и устройства листогиба как рычаг придаёт металлу нужную форму. Большинство ручных листогибов передвижные и используются непосредственно на месте изготовления изделий из листа.

Кроме того по способу подачи заготовки: с ручной и с автоматической.
Установка размеров может быть ручная и автоматическая (ЧПУ).

## Применение
Листогиб применяется в различных отраслях народного хозяйства: машиностроении, авто-, авиа-, приборостроении и строительстве для производства различных замкнутых и незамкнутых профилей, коробов, коробок а также цилиндров, конусов и т. д.
Основное предназначение листогибов — изготовление различных изделий из листовых материалов.

## Описание
Листогибочный пресс — станок, представляющий собой машину, развивающую усилие, применяемое для производственных целей, в основном, для гибки изделий из листового металла.
Характеризуется основными параметрами, такими как развиваемое усилие, рабочая длина; так и дополнительными параметрами: амплитуда хода траверсы, скорость работы (процесса гибки), расстояние между стойками станины, наличием устройства компенсации прогиба стола, наличием дополнительных приспособлений, улучшающих производительность и удобство в работе, таких как поддержка заготовки, датчик полученного угла гиба, система программирования и пр.
В промышленности получили распространение механические, пневматические и гидравлические и «ручные» (при штучном и мелкосерийном производстве) листогибочные прессы.
Название происходит от принципа развития усилия на том или ином станке.
В основе механического листогибочного пресса лежит кривошипно-шатунный механизм, работа которого вкупе с энергией маховика позволяет осуществлять привод траверсы.
Пневматический и гидравлические прессы используют в качестве источника энергии — давление воздуха или давление гидравлического масла соответственно.

## История

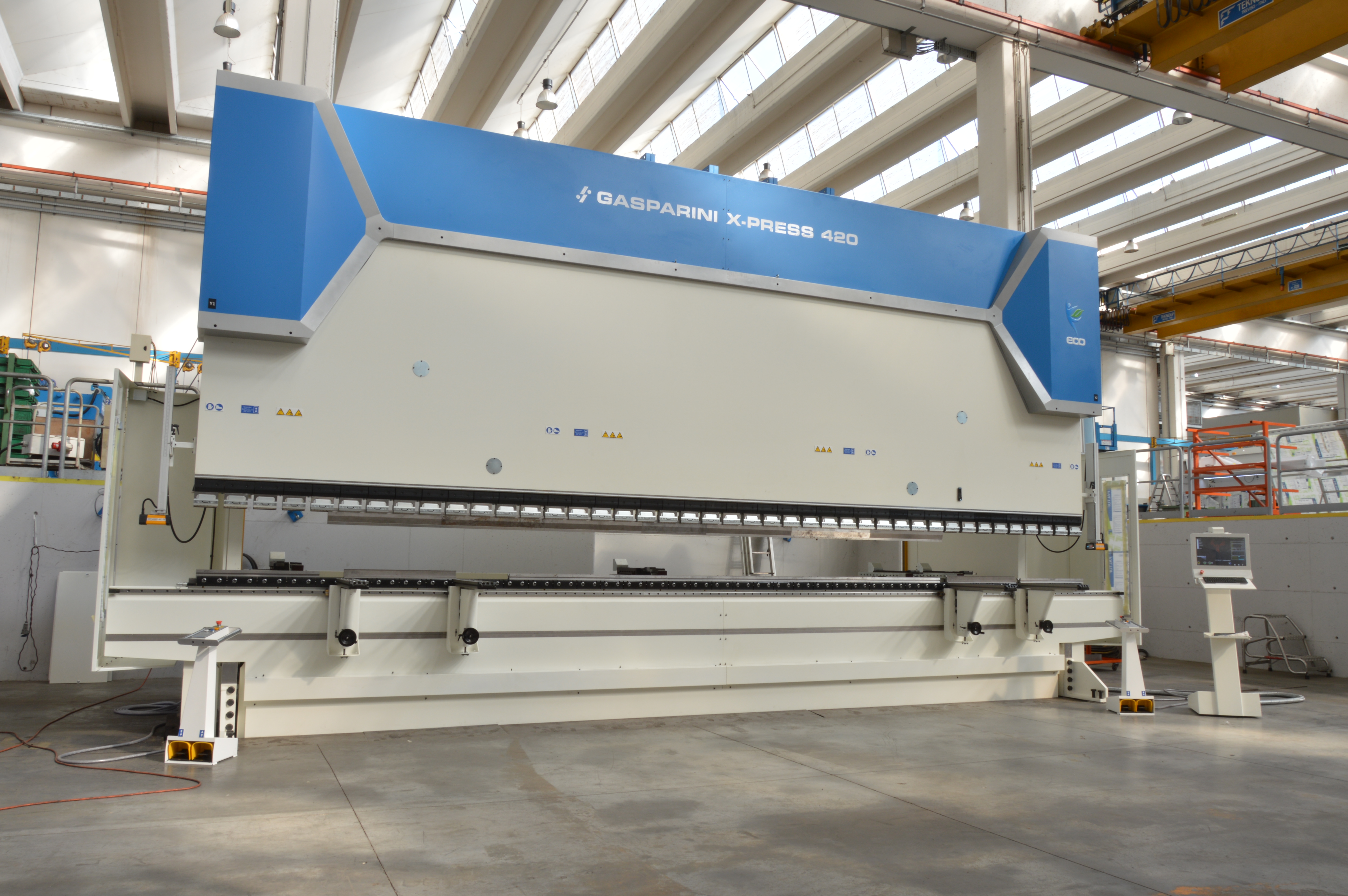
Листогиб GASPARINI X-PRESS с усилием 420 тонн и длиной балки 8 метров

Вплоть до первой половины XX века мировая промышленность выпускала, в основном, механические листогибочные прессы по причине относительно низкой себестоимости их производства, простоты исполнения, надёжности эксплуатации. Однако, механические прессы, несмотря на вышеуказанные достоинства, имеют значительные недостатки, связанные в основном, с повышением требований предприятий, эксплуатирующих данные станки. Такими недостатками механических прессов являются: большая масса, большое потребление электроэнергии, большой уровень шумности и вибрации, неудобство переналадки, высокий уровень опасности получения травмы работающего на механическом прессе, невысокий уровень качества изготовляемых изделий.
Пневматические листогибочные прессы заняли необширную нишу в области обработки листового металла, в силу их ограниченности, в основном за счёт небольшого развиваемого усилия, и требования к подводу магистрали сжатого воздуха, что накладывает узкие рамки их применения. Пневматические прессы применяются, в основном, на производственных участках, где для производственного процесса не требуется большое усилие, а гидравлический или механический прессы применять нецелесообразно по причинам их более высокой стоимости.
Начиная со второй половины XX века, в связи с развитием технологий, а также по причинам более высоких требований предприятий, производящих продукцию из листового металла, начинает доминировать производство гидравлических листогибочных прессов, которые обладают рядом преимуществ, по сравнению с механическими и пневматическими прессами.
Такими преимуществами являются: высокое качество изготовляемых изделий, высокая надёжность, гораздо более низкий уровень опасности получения травмы работающего персонала, низкий уровень потребления электроэнергии.
Дальнейшее развитие технологий позволило внедрить новые системы управления и обеспечения безопасности, что дало ряд новых возможностей: графический интерфейс пользователя с возможностью автоматического расчёта последовательности гибочных операций, задание шагов программы, защита оператора устройством лазерного контроля линии гиба, защита инструмента от перегрузки по давлению, возможность электронной регулировки скорости хода траверсы, использование дополнительного оборудования, работающего синхронно с процессом гибки — передней поддержки заготовки, датчика контроля полученного угла гиба и другие усовершенствования.

## Принцип работы

процесс гибки

Суть работы листогибочного пресса — обеспечение необходимого усилия и рабочего хода траверсы — стальной жёсткой балки, на которую устанавливается необходимый инструмент, в зависимости от требуемого изготовляемого изделия и режима гибки.
Ход балки контролируется датчиками линейного перемещения, как правило их два, контролирующих левую и правую сторону траверсы, для обеспечения равномерности хода и синхронизации движения.
В качестве дополнительного оборудования, устанавливаемого на листогибочные прессы, как правило, используется задний упор, с возможностью программирования его позиции, в зависимости от требуемого размера отгибаемой кромки.
Не менее важной частью пресса является система безопасности, которая служит в первую очередь для защиты персонала от получения травмы, и как вспомогательная функция — ограничение рабочего хода при нарушении некоторых технологических операций.
Система безопасности представляет собой комплекс аппаратных и программных средств, которые обрабатывают сигналы с различных устройств, осуществляющих контроль необходимого технологического процесса. Наиболее важным является устройство лазерного контроля отсутствия постороннего предмета (руки оператора)в рабочей зоне станка.
Для контроля используются лазерные лучи, образующие плоскость под верхним инструментом, на расстоянии около 3-5 мм под ним. Если во время движения траверсы происходит попадание рук оператора в рабочую зону, лазерные лучи или один из них будет пересечен, и система управления даст команду на немедленную остановку движения.

## Алгоритм работы
Как правило, алгоритм работы прессового листогибочного станка выглядит так:
1. Траверса находится в верхней мёртвой точке (ВМТ). Понятие ВМТ здесь условное, так как это происходит изначально от конструкции кривошипно-шатунного механизма, который применяется в механических прессах. Гидравлические прессы имеют возможность регулировки верхнего положения траверсы, однако данное положение также именуется верхняя мёртвая точка.
2. В момент нажатия на педаль или кнопки двуручного управления траверса начинает движение вниз с определённой скоростью. Эта скорость обычно выше, нежели скорость непосредственно гибочного процесса, поэтому это движение происходит до определённой точки переключения скоростей и именуется скоростью «свободного падения». Это тоже условное понятие, так как в действительности никакого падения траверсы не происходит, так как через систему гидравлического регулирования, скорость фиксируется в определённом диапазоне.
3. Достигнув точки переключения скоростей, система управления переключает скорость на более низкую, именуемую рабочей скоростью. В точке переключения скоростей происходит также синхронизация движения левой и правой стороны траверсы, для чего сравниваются показания с датчиков линейного перемещения и выдаются сигналы для требуемой регулировки на аппаратные средства управления, — сервоклапаны, позволяющие регулировать скорость подачи масла в рабочие цилиндры станка.
4. После точки переключения скоростей, происходит дальнейшее движение траверсы до нижней мёртвой точки (как правило она имеет возможность регулировки/программирования), достигнув нижней мёртвой точки происходит выдержка под давлением. Это время, необходимое для распределения усилия по всей длине заготовки, так как данный фактор оказывает влияние на качество изготовляемых изделий.
5. После окончания времени выдержки, необходимо освободить деталь от усилия. Для этого траверса поднимается вверх на необходимую величину на медленной скорости. Этот процесс называется декомпрессия.
6. После окончания декомпрессии, траверса поднимается до верхней мёртвой точки.
7. Станок придёт в движение после очередного нажатия на педаль или кнопки двуручного управления.